# Eva Imhof
Eva Imhof (geb. Schulz; * 30. Mai 1978 in der Schweiz) ist eine deutsche Fernsehjournalistin und -moderatorin.

## Leben und Karriere
Imhofs 2015 verstorbener Vater war Schweizer. Ihre 1937 geborene Mutter leidet seit ihrem 11. Lebensjahr an Polio.
Schulz wurde in der Schweiz geboren, wuchs aber in Darmstadt auf. Sie hat zwei 20 und 21 Jahre ältere Schwestern.
Sie studierte Kommunikations- und Politikwissenschaft sowie Psychologie in München und Mainz mit Studienaufenthalt an der Università della Svizzera italiana. Während ihres Studiums absolvierte sie ein Volontariat bei NBC Giga. Dabei war sie mit Jule Gölsdorf von August 2001 bis März 2002 Reporterin für das Lokalfenster in Hannover, danach wechselte zum neu geschaffenen Fenster für Rheinland-Pfalz in Mainz. Im Giga-Hauptquartier in Düsseldorf lernte sie ihre spätere beste Freundin Miriam Pielhau kennen. Schulz absolvierte sie ein Sprach- und Moderationscoaching beim Logo Institut für Mediensprechen in Frankfurt am Main sowie Atemübungen bei Claudia Günster. 2005 schloss sie ihr Studium mit einem Magister Artium mit der Gesamtnote sehr gut ab.
Schulz war von 2003 bis 2008 beim SWR als Reporterin und Autorin tätig und arbeitete daneben für den Entertainment Channel an einer Lifestyle-Rubrik. Im Mai 2008 wechselte in die Wetterredaktion von n-tv.
2005 lernte sie bei einem Schauspielkurs der Mallorca Film Academy ihren Moderatorenkollegen Peter Imhof kennen, den sie am 8. August 2008 heiratete und mit dem sie seit 2012 Zwillingstöchter hat. Das Paar trennte sich 2021; in der Folge fiel Imhof in eine Depression.
2019 erlitt Imhof einen Burn-out. Im Frühjahr 2024 gab Imhof bekannt, seit Jahren an Depressionen zu leiden und in psychotherapeutischer Behandlung zu sein. In einem Instagram-Beitrag zeigte sie ihren Schwerbehindertenausweis. Seit 2023 pausiert Imhof ihre Moderationstätigkeiten bei RTL und n-tv.

## Moderationen
- 2008–2009: Moderation Dog & Co. (Tier TV)
- 2008–: Wettermoderation n-tv
- 2010–: Wettermoderation RTL aktuell (RTL)
- 2011: Moderation RTL-Spendenmarathon
- 2011: Moderation Die große Traumhaus Aktion (RTL)
- 2013–2022: Wettermoderation Guten Morgen Deutschland (RTL)
- 2022–: Wettermoderation Punkt 6, Punkt 7, Punkt 8 (RTL)

## Auszeichnungen
- 2006: Landesschau Rheinland-Pfalz Oscar für Beste Beiträge im Jahre 2006 in der Kategorie Glosse (Ende gut)
- 2008: Journalistenwettbewerb SWR und ifp für einen Beitrag im Bereich Service

## Werke
- Eva Imhof, Peter Imhof: Bei uns läuft's kacka: Scheitern als Eltern - aber richtig! mvg Verlag, München 2017, ISBN 978-3-86882-761-3..